# Großmaul-Antennenwelse
Die Großmaul-Antennenwelse (Pseudopimelodidae) leben mit sieben Gattungen und über 40 Arten in Südamerika vom Río Atrato in Kolumbien bis zum Río de la Plata in Argentinien.

## Merkmale
Die Fische werden je nach Art 11 bis 80 Zentimeter lang, die Gattung Microglanis lässt schon vom Namen auf kleine Exemplare ahnen, diese erreichen Längen von zwei bis acht Zentimetern. Die Süßwasserfische haben kleine Augen, ein weites Maul und kurze Barteln. Sie sind meist von bräunlicher Farbe, oft mit hellen und dunklen Querbändern. Kleine Arten sind beliebte Aquarienfische.

## Systematik
Die Pseudopimelodidae gehörten früher als Unterfamilie zu den Antennenwelsen (Pimelodidae). heute bilden sie zusammen mit den Antennenwelsen, den Heptapteridae, Phreatobiidae und Conorhynchos conirostris die Überfamilie Pimelodoidea in der Ordnung der Welsartigen (Siluriformes).

### Unterfamilie Batrochoglaninae
Drei Synapomorphien: Die vorderen Nasenöffnungen liegen in der Nähe (vs. entfernt) des Mauls; der Vomer fehlt (vs. vorhanden); der vordere und hintere Rand des Brustflossenstachels ist gesägt, wobei die Zacken annähernd gleich groß sind (vs. vordere Zacken kleiner als die hinteren).
- Gattung Batrochoglanis Gill, 1858
  - Batrochoglanis acanthochiroides (Güntert, 1942)
  - Batrochoglanis castaneus Shibatta, 2019
  - Batrochoglanis melanurus Shibatta & Pavanelli, 2005
  - Batrochoglanis raninus (Valenciennes, 1840), früher Pseudopimelodus raninus
  - Batrochoglanis transmontanus (Regan, 1913)
  - Batrochoglanis villosus (Eigenmann, 1912)
- Gattung Cephalosilurus Haseman, 1911
  - Cephalosilurus albomarginatus (Eigenmann, 1912), früher Pseudopimelodus albomarginatusLophiosilurus alexandri

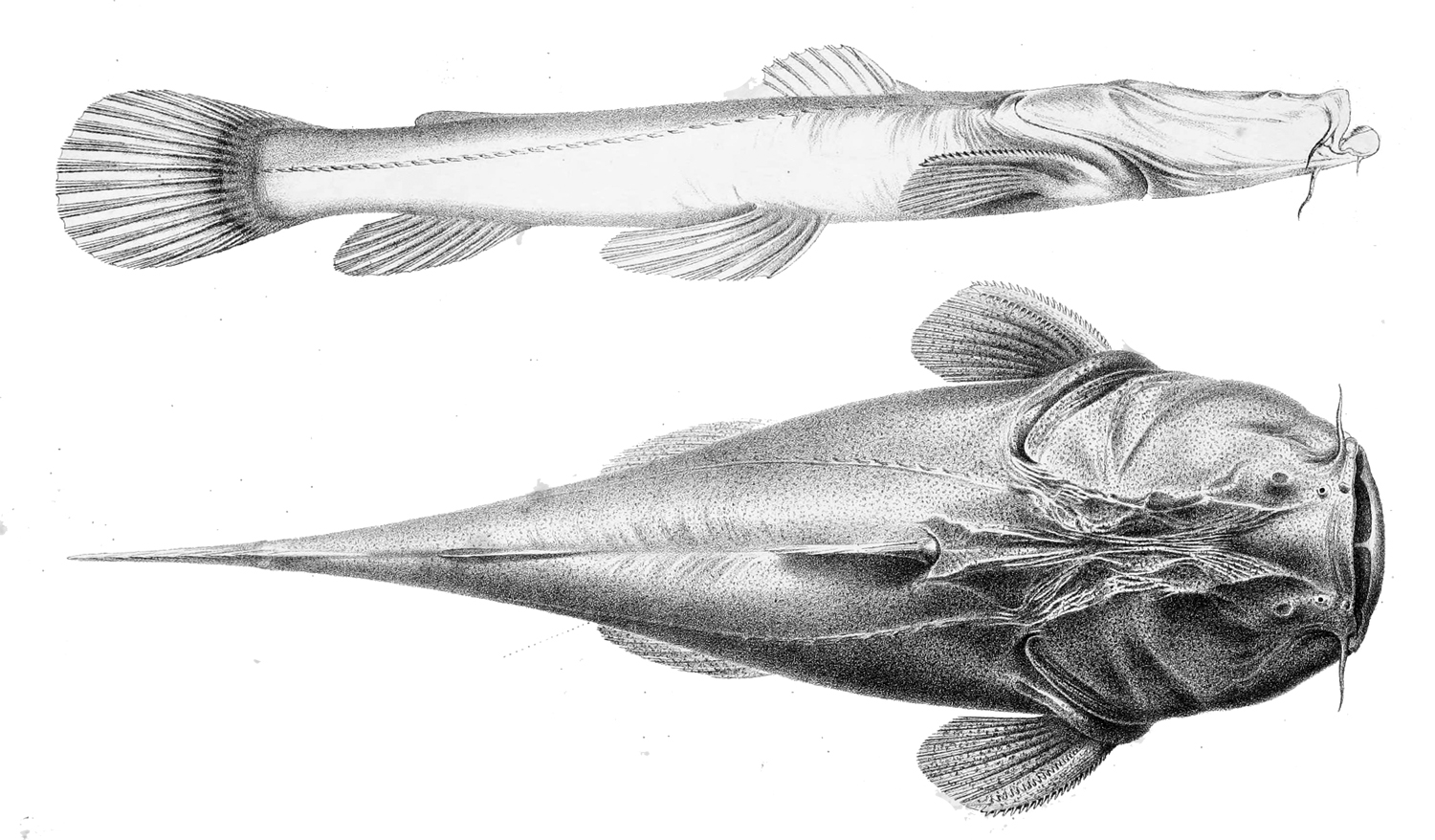
Lophiosilurus alexandri

  - Cephalosilurus apurensis (Mees, 1978)
  - Cephalosilurus fowleri Haseman, 1911
  - Cephalosilurus nigricaudus (Mees, 1974)
- Gattung Lophiosilurus Steindachner, 1876
  - Lophiosilurus alexandri Steindachner, 1876
- Gattung Microglanis Eigenmann, 1912Microglanis nigrolineatus
  - Microglanis ater Ahl, 1936
  - Microglanis carlae Alcaraz, da Graça & Shibatta, 2008
  - Microglanis cibelae Malabarba & Mahler, 1998
  - Microglanis cottoides (Boulenger, 1891)
  - Microglanis eurystoma Malabarba & Mahler, 1998
  - Microglanis garavelloi Shibatta & Benine, 2005
  - Microglanis iheringi Gomes, 1946

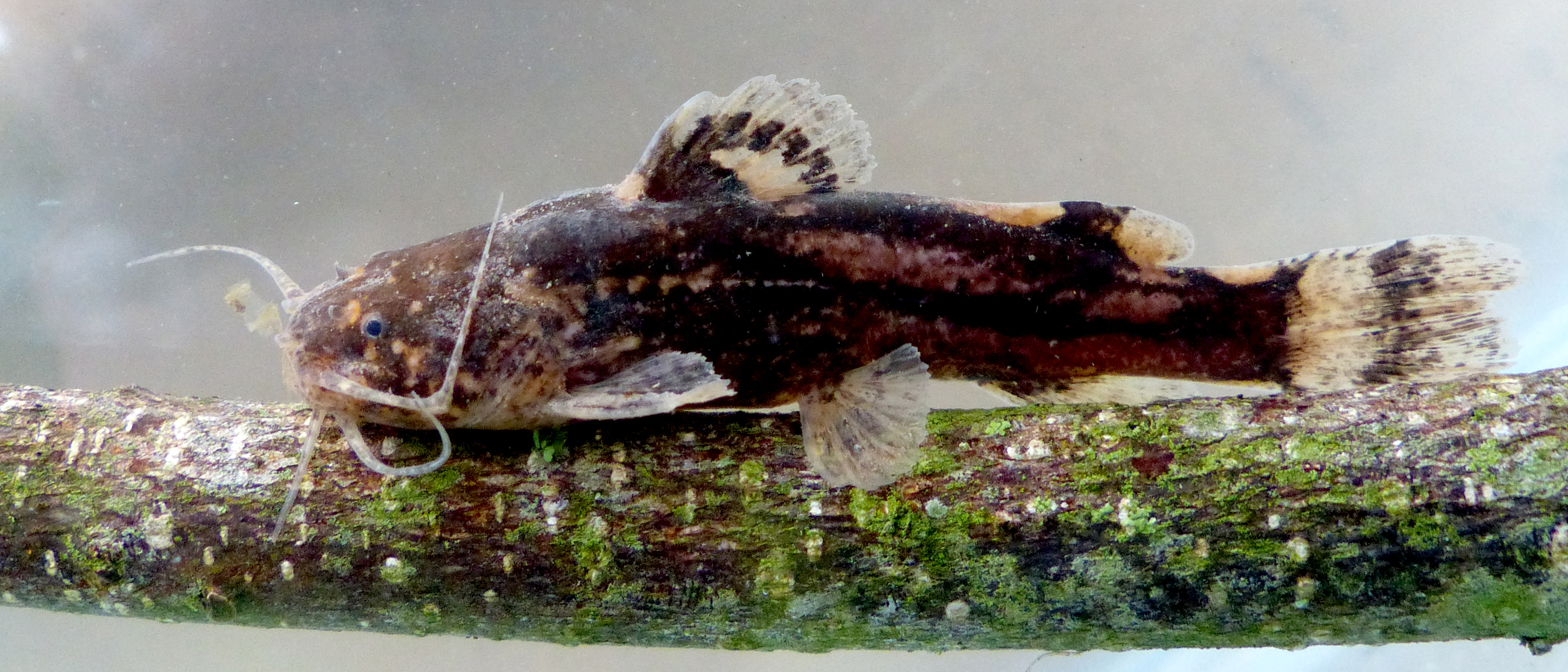
Microglanis nigrolineatus

  - Microglanis leptostriatus Mori & Shibatta, 2006
  - Microglanis lundbergi Jarduli & Shibatta, 2013
  - Microglanis maculatus Shibatta, 2014
  - Microglanis malabarbai Bertaco & Cardoso, 2005
  - Microglanis nigripinnis Bizerril & Perez-Neto, 1992
  - Microglanis parahybae (Steindachner, 1880)
  - Microglanis pataxo Sarmento-Soares, Martins-Pinheiro, Aranda & Chamon, 2006
  - Microglanis pellopterygius Mees, 1978
  - Microglanis pleriqueater Mattos et al., 2013
  - Microglanis poecilus Eigenmann, 1912
  - Microglanis secundus Mees, 1974
  - Microglanis variegatus Eigenmann & Henn, 1914
  - Microglanis zonatus Eigenmann & Allen, 1942

### Unterfamilie Pseudopimelodinae
Fünf Synapomorphien: Der Brustflossenstachel ist von einer dicken Haut überzogen (vs. dünne Haut); die Spitze des Brustflossenstachels ist gegabelt (vs. spitz); die Schwimmblase ist klein und hantelförmig (vs. groß und herzförmig); die Öffnung des Pseudotympanon (ein durchscheinender, dreieckiger Bereich in der Schulterregion hinter dem Kiemendeckel, wo die Muskeln fehlen und der vordere Teil der Schwimmblase in direktem Kontakt mit der Haut steht) ist klein (vs. groß); der vorderer Teil des Kleinhirns ist extrem verlängert und ragt über das Mittelhirn hinaus.
- Gattung Cruciglanis Ortega-Lara & Lehmann, 2006
  - Cruciglanis pacifici Ortega-Lara & Lehmann A., 2006

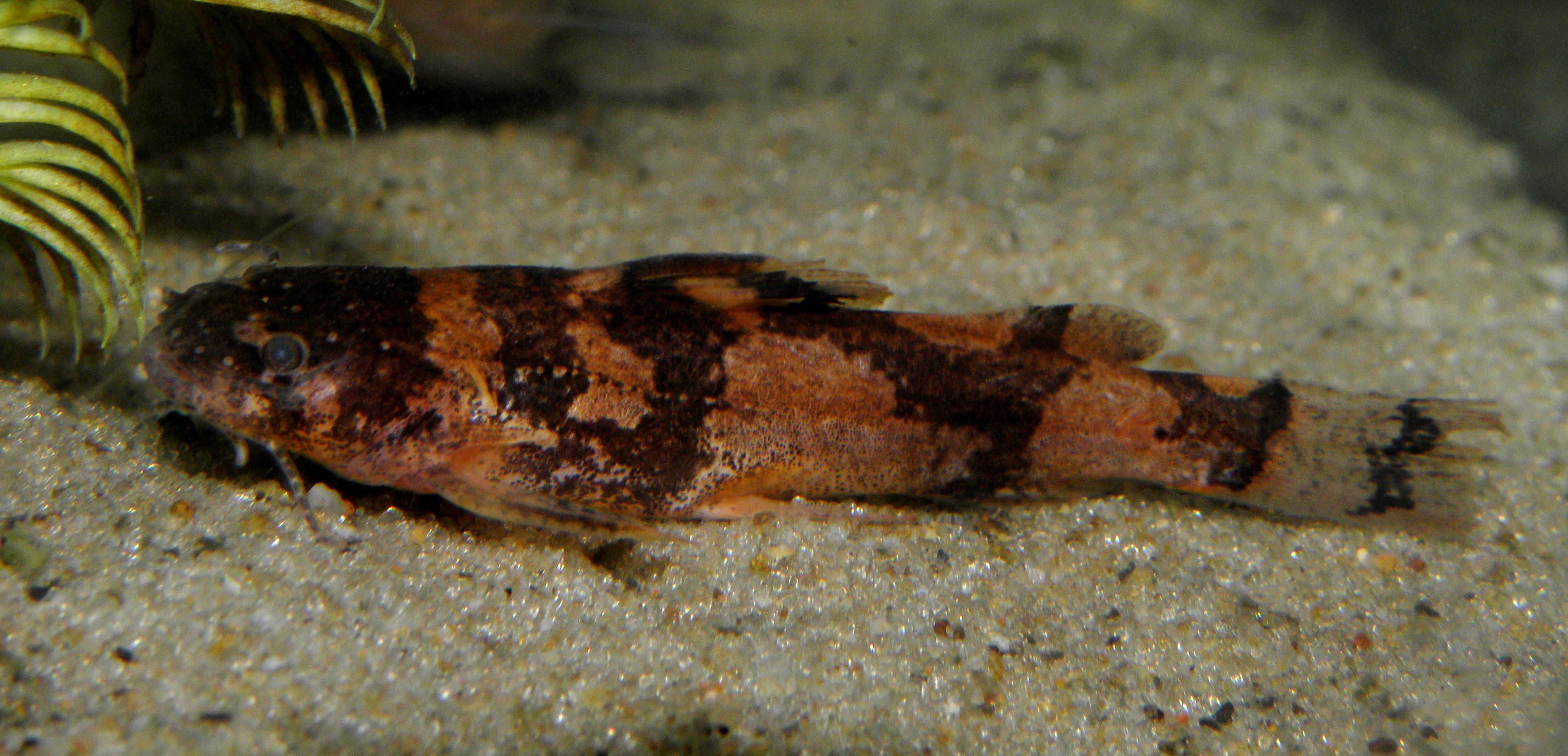
Pseudopimelodus mangurus

- Gattung Pseudopimelodus Bleeker, 1858
  - Pseudopimelodus bufonius (Valenciennes, 1840)
  - Pseudopimelodus charus (Valenciennes, 1840)
  - Pseudopimelodus mangurus (Valenciennes, 1835)
  - Pseudopimelodus schultzi (Dahl, 1955)
- Gattung Rhyacoglanis Shibatta & Vari, 2017[4]
  - Rhyacoglanis annulatus Shibatta & Vari, 2017
  - Rhyacoglanis epiblepsis Shibatta & Vari, 2017
  - Rhyacoglanis paranensis Shibatta & Vari, 2017
  - Rhyacoglanis pulcher (Boulenger, 1887)
  - Rhyacoglanis seminiger Shibatta & Vari, 2017